# King Island Airport

i7
i11
i13
Der King Island Airport (IATA-Code: KNS, ICAO-Code: YKII) ist ein Regionalflughafen auf der Insel King Island vor der Küste Tasmaniens. Er befindet sich in der Nähe der Ortschaft Currie.
Der Flughafen wird von den Fluggesellschaften King Island Airlines, Regional Express Airlines und Tasair angeflogen. Mögliche Ziele sind Burnie, Devonport oder Hobart auf Tasmanien sowie Melbourne (Melbourne-Moorabbin oder Melbourne-Tullamarine) auf dem australischen Festland.